# Mimana Iyar Chronicle
Mimana Iyar Chronicle (ミマナ イアルクロニクル; Hepburn: Mimana Iaru Kuronikuru) egy szerepjáték amit a Kogado Studio és a Premium Agency fejlesztett. Japánban a GungHo Works adta ki 2009. február 26-án, Észak-Amerikában az Aksys Games 2010. március 30-án PlayStation Portable konzolra.

## Fogadtatás
A játékról a kritikusok kedvezőtlen véleménnyel voltak, ezzel a Metacriticen 45%-os pontszámot elérve. A Gamespot szerint a játék „unalmas” és „idegesítő”.